# Sousa Esporte Clube
El Sousa Esporte Clube és un club de futbol brasiler de la ciutat de Sousa a l'estat de Paraíba.

## Història
El club va ser fundat el 10 de juliol de 1991. El Sousa guanyà el campionat de Paraíba de Segona Divisió el 1991, i el de Primera Divisió el 1994 i 2009. Participà en el Campeonato Brasileiro Série C el 1994, quan fou eliminat pel CSA a la segona ronda. A la Copa do Brasil de 1995 fou eliminat a la ronda preliminar pel Flamengo. A la Série C de 1995 fou eliminat a la tercera ronda per l'Icasa. També fou eliminat a la tercera ronda pel Sergipe a la Série C del 2003. A la Copa do Brasil de 2008 fou eliminat a la primera ronda pel Vitória. Participà novament a la Copa do Brasil de 2010, essent eliminat pel Vasco.

## Estadi
El Sousa Esporte Clube juga els seus partits com a local a l'Estadi Governador Antônio Mariz, anomenat Marizão. Té una capacitat per a 10.000 espectadors.

## Palmarès
- Campionat paraibano:
  - 1994, 2009

- Campionat paraibano de Segona Divisió:
  - 1991